# Afázie
Afázie, afasie či fatická porucha (z řecké záporky „a-“ a slova „fásis“ – „řeč“, ἀφασία, áfasía  – „bez řeči”, němost) je ztráta nebo porucha řeči způsobená porušením řečových oblastí mozku. Vzniká jako následek úrazů hlavy, krvácení do mozku, nádorů, degenerativních či zánětlivých onemocnění nebo intoxikace. V Mezinárodní klasifikaci nemocí ICD-10 se označuje R47.0. Afázie jsou předmětem zájmu různých věd, zejména neurologie, foniatrie, neuropsychologie a neuropsychiatrie. V antické filosofii skepticismu afázie označovala stav mlčení, kdy se chtěl člověk zdržet hodnocení.

## Klasifikace
Dělení I.
- kortikální (korové) afázie
- subkortikální (podkorové) afázie

Dělení II.
- Brocova (expresivní, motorická) afázie – chápání zachované, řeč není plynulá, bez opakování
- Wernickeho (percepční, senzorická) afázie – špatné chápání, řeč plynulá, ale postrádá smysluplnost (jelikož nemůže být vnitřně kontrolována), bez opakování
- kondukční afázie – ztráta opakování, zachované chápání a tvorba řeči
- transkortikální senzorická afázie – špatné chápání, řeč plynulá, opakování zachované
- transkortikální motorická afázie – chápání zachované, řeč není plynulá, opakování zachované[4]

Dříve se používalo dělení afázie na expresivní a senzorické (receptivní), stejně jako dělení na afázie neplynulé (přední, nonfluent) a plynulé (zadní, fluent).

## Vyšetření poruch řeči
Nejprve je třeba zjistit, jaký je pacientův rodný jazyk, a ujistit se, zda netrpí nějakou poruchou sluchu. Poté otestovat pacientovo chápání a orientaci osobou, místem a časem jednoduchými otázkami typu: Jak se jmenujete? Kolik je vám let? Víte, kde teď jste? Jaké je dnes datum (měsíc, rok)? Dále je dobré nechat pacienta vyprávět o jeho problémech a pozorně si všímat jeho vyjadřování, plynulosti řeči, užívání slov atd. Existují jednoduché testy, kterými je možné posoudit schopnost nacházet slova, například test slovní fluence (pacient má za úkol vyjmenovat všechna zvířata, na která si vzpomene; norma je 18–22 za 1 minutu; případně vyjmenovat všechna slova začínající na určité písmeno atd.) nebo schopnost opakovat jednoduchou několikaslovnou větu.
Pro afázie je důležité určit, zda je pacient pravo- nebo levoruký, protože centrum řeči leží v dominantní hemisféře. U praváků je dominantní téměř vždy levá hemisféra, u leváků pouze v 70 %.

## Charakteristika

### Afázie korové
Brocova (motorická) afázie

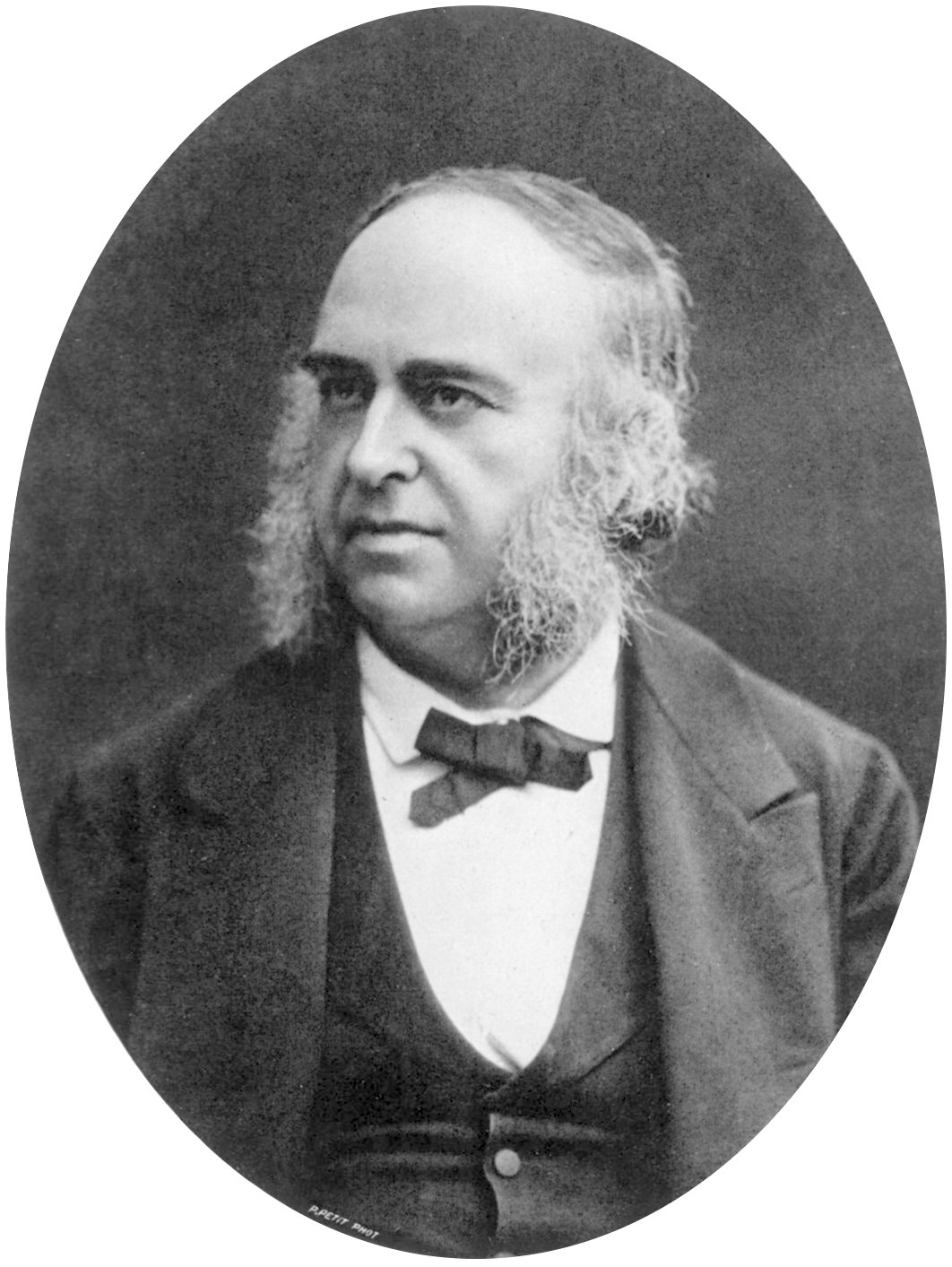
Paul Broca

je neplynulá, pacienti říkají méně než 10 slov za minutu, přestávky v řeči jsou delší než doba, po kterou hovoří. Řeč je namáhavá s charakteristickým přízvukem. Základním příznakem je agramatismus, tj. neschopnost tvorby vět podle gramatických pravidel a chybné používání morfémů (to jsou spojky, přípony, pomocná slovesa atd.). Pacienti obtížně rozlišují znělé a neznělé hlásky, např. B a P, D a T. Mluvené i čtené řeči rozumějí, úroveň psaní je podobná jejich úrovni mluvené řeči.
Motorickou afázii poprvé popsal neurolog Paul Broca. Ten v roce 1861 v Paříži pitval muže, který rozuměl mluvenému slovu, ale odpovídat dokázal pouze gesty a nesmyslnými zvuky. Při pitvě se prokázalo poškození dolní levé oblasti čelního laloku. Odtud tedy Brocova oblast.
Topograficko-anatomická poškozená oblast: Brocova oblast odpovídá anatomicky Brodmanově aree 44 a 45 a nachází se v gyrus inferior frontálního laloku. Při ohraničeném poškození této části se objeví mírná či přechodná afázie, ale nejedná se o Brocovu afázii! Skutečná Brocova afázie se vyskytuje při poškození dvou struktur – mediálních a rostrálních částí fasciculus subcallosus a periventrikulární (v okolí mozkových komor) bílé hmoty uložené pod korovými motorickými a senzorickými oblastmi inervujícími ústa (tedy pod "patkou" pre- a post- centrálního závitu vlevo). Předpokládá se, že tento systém vláken (bílé hmoty) se podílí na přípravě a započetí řečových pohybů. Poškození jen jednoho ze dvou systémů (motorického nebo senzorického) k trvalému poškození nevede.
Wernickeova (senzorická) afázie
je charakterizována plynulou řečí, špatným pojmenováváním, chápáním i opakováním. Řeč je vyslovována dobře, věty jsou přiměřeně dlouhé, rytmické a melodické. Objevují se však zcela nesmyslné slabiky či slova (parafázie), proto je řeč někdy nesrozumitelná. Úroveň psaní se podobá úrovni mluvené řeči.
Za objevením oblasti obstarávající porozumění řeči stojí profesor psychiatrie Carl Wernicke.
Topograficko-anatomická poškozená oblast: Od vydání Wernickeovy práce (1874) byla Wernickeova oblast zakreslována v učebnicích neurčitě, a to až do dneška. U pacientů, kteří se vyléčili z této afázie a u kterých byla po celou dobu prováděna vyšetření CT mozku, se ukázalo, že Wernickeova oblast odpovídá zadním dvěma třetinám gyrus temporalis superior inferior (spodní části horního spánkového závitu). Jestliže je zničena více než polovina této oblasti, k vyléčení nedojde.
Konduktivní (kondukční) afázie
má relativně dobře zachovanou mluvenou řeč, jíž pacient rozumí, podobně jako rozumí řeči psané. Není však schopen dobře opakovat řeč slyšenou, hlavně víceslabičná slova. Psaní je úměrné mluvě.
Topograficko-anatomická poškozená oblast: Léze fasciculus arcuatus. Poškození levého supramarginálního závitu (Brodmanova area 40), které může být doprovázeno poškozením insuly a primární sluchové kůry (Brodmanova area 41, 42).
Transkortikální motorická afázie
se podobá Brockově afázii malým počtem slov za delší čas a také omezením složitosti řeči. Pacienti však dobře opakují, čtou nahlas a pojmenovávají předměty. Slušně rozumějí mluvené a čtené řeči.
Topograficko-anatomická poškozená oblast: Jedná se o inkompletní lézi v Brocově oblasti. Této afázii tedy odpovídá poškození kůry či bílé hmoty nad Brocovou oblastí a před ní. Někdy je poškozena i tato oblast sama.
Transkortikální senzorická afázie
se projevuje plynulou řečí, dobrým opakováním slyšené řeči, ve spontánní řeči se však objevují parafázie a potíže s pojmenováním předmětů. Slyšená řeč je chápána s poruchami. Pacienti mohou číst nahlas, ale špatně chápou, co čtou. Psaní je horší než spontánní řeč.
Topograficko-anatomická poškozená oblast: Temenní a spánková kůra v okolí Wernickeovy oblasti.
Anatomická (anomická) afázie
je součástí všech afázií, zejména se vyskytuje v rekonvalescenci afázie Wernickeovy. Projevuje se neschopností pojmenovávat předvedený předmět a vůbec neschopností pojmenovávat věci a děje během spontánní řeči. Porozumění slyšené i čtené řeči je zachováno, stejně jako čtení nahlas a opakování. Plynulou mluvenou řeč přerušuje hledání slov.
Topograficko-anatomická poškozená oblast: Poškození řečových oblastí kůry. Běžně je poškozen levostranný střední spánkový závit a gyrus angularis.
Globální afázie
se projektuje téměř úplnou ztrátou tvorby řeči nebo chápání jazyka. Schopnost něco řečí sdělit je minimální, ale automatismy jako například kletby fungují bez větších poruch. Může, ale nemusí být doprovázená pravostranným ochrnutím tváře a končetin.
Topograficko-anatomická poškozená oblast: Léze v dominantní hemisféře zasahující Brocovo i Wernickeho centrum.

### Ostatní afázie
Ukazuje se, že prosté členění na afázie spojené s poškozením thalamu, neostriata či capsula interna jsou více než zjednodušením. Thalamickou afázii může způsobit jeho destrukce nebo diskonekce (špatné zapojení) jeho jader a je vždy součástí většího syndromu.
- Zkřížené afázie – objevují se při ložiskových poškozeních pravé hemisféry u praváků. Přibližně ve dvou třetinách je jejich klinický obraz stejný jako u afázií klasických.

- Aprosodie – poruchy prosodie, tj. využití řečové melodie, časových následností, pomlk, různého stupně hlasitosti a zabarvení hlasu ke sdělení citového obsahu řeči a postojů mluvícího jedince.

- Získaná afázie s epilepsií (Landau-Kleffner) – některé symptomy afázií jsou ještě specifičtější. Landau-Kleffnerův syndrom se projevuje u dětí ve věku 3–7 let, které již učinily běžný pokrok v řeči, ale pojednou ztrácejí expresivní i receptivní funkce, ačkoliv všeobecná inteligence je zachována. Často se pojí se abnormalitami na EEG a epileptickými obtížemi. Ztráta řeči nastává v období dní až týdnů, příčinou je zřejmě zánětlivé onemocnění mozku. Až u dvou třetin dětí není onemocnění zcela reverzibilní.[6]